# Va, va, vierge pour la deuxième fois
Pour plus de détails, voir Fiche technique et Distribution.
Va, va, vierge pour la deuxième fois (ゆけゆけ二度目の処女, Yuke yuke nidome no shojo) est un film japonais, sorti en 1969.

## Synopsis
Sur le toit d'un immeuble, un étudiant frustré et une jeune fille victime d'un viol décident de se venger.

## Fiche technique
- Titre original : ゆけゆけ二度目の処女 (Yuke yuke nidome no shojo?)
- Titre français : Va, va, vierge pour la deuxième fois[1]
- Réalisation : Kōji Wakamatsu
- Scénario : Masao Adachi et Kazuo Komizu
- Pays d'origine : Japon
- Format : Noir et blanc - 35 mm - 2,35:1 - Mono
- Genre : drame
- Durée : 65 minutes
- Date de sortie : 1969

## Distribution
- Michio Akiyama : le garçon
- Mimi Kozakura : la fille
- Hiroshi Imaizumi :
- Takeshi Kitano : membre d'un gang